# 부챗살과
부챗살과(Phyllophoraceae)는 진정홍조강 돌가사리목에 속하는 홍조류과의 하나이다. 15속 124종으로 이루어져 있다. 가는줄풀(Stenogramma interrupta) 등을 포함하고 있다.

## 하위 속
| - Ahnfeltiopsis - Archestenogramma - Besa - Coccotylus - Erythrodermis | - Fredericqia - Gymnogongrus - Lukinia - Mastocarpus - Ozophora | - Petrocelis - Petroglossum - Phyllophora - Schottera - 줄풀속 (Stenogramma) |